# Lestodiplosis massalongoi
Lestodiplosis massalongoi är en tvåvingeart som beskrevs av Rubsaamen 1895. Lestodiplosis massalongoi ingår i släktet Lestodiplosis och familjen gallmyggor.
Artens utbredningsområde är Italien. Inga underarter finns listade i Catalogue of Life.